# Carlos de Sigüenza y Góngora
Carlos de Sigüenza y Góngora (Ciudad de México; 15 de agosto de 1645 - 22 de agosto de 1700) fue un intelectual, polímata, historiador  y escritor novohispano, perteneciente a la Compañía de Jesús, que desempeñó numerosos cargos académicos y gubernamentales en la Nueva España. También fue cosmógrafo y profesor de matemáticas en  la Academia Mexicana. Dirigió las excavaciones en Teotihuacán en 1675, las primeras excavaciones arqueológicas llevadas a cabo en México durante el período virreinal. Publicó en 1693 el primer periódico del virreinato de Nueva España, el Mercurio Volante.

## Biografía
Fue el segundo de nueve hermanos (cuatro mujeres y cinco hombres) y estaba emparentado con el famoso poeta español, barroco y culterano, Luis de Góngora. Su madre fue Dionisia Suárez de Figueroa y Góngora, nacida en Sevilla. Su padre fue don Carlos Sigüenza, nacido en Madrid, que había sido tutor de la familia real en España y, al emigrar en 1640 al Nuevo Mundo, se integró en la burocracia virreinal para el resto de su vida. Con un trabajo seguro y experiencia docente, no tuvo dificultades para brindar él mismo la educación básica que necesitaban sus hijos.
El 17 de mayo de 1660, Sigüenza comienza sus estudios en Tepotzotlán, con los padres jesuitas, y debe esperar hasta los 15 años para ser noviciado. En 1662 continúa sus estudios en el colegio Espíritu Santo en la ciudad de Puebla y ese mismo año hace sus votos simples. En 1667, por indisciplina juvenil, se le pidió que renunciase a la orden (ver Peraza-Rugeley). Regresó a la Ciudad de México e ingresó en la Real y Pontificia Universidad de México. Se publica en 1668 su texto Primavera indiana, inspirado en la Virgen de Guadalupe. Ese mismo año solicita reincorporarse a la orden jesuita a Juanito Pablo Oliva, quien rechaza su solicitud. En 1671, luego de realizar sus observaciones astronómicas, publica su primer lunario y almanaque.  En 1672 ganó la posición de catedrático de astrología y matemáticas, puesto que había ocupado Diego Rodríguez 30 años antes; lo ocupó durante 20 años realizando contribuciones notables, mientras desempeñaba simultáneamente el cargo de capellán del hospital del Amor de Dios. En dicha institución se destacó como unos de los principales promotores de las Matemáticas en la Nueva España. De 1671 a 1701 (póstumo), escribió cada año un almanaque (A. Margarita Peraza-Rugeley ha estudiado extensamente sus almanaques sobrevivientes en su libro del 2013.). En 1673 se ordena sacerdote. Para entonces, había sido requerido por el rey francés Luis XIV para que formase parte de su corte, oferta que declinó. Sí que aceptó ser cosmógrafo real de Carlos II, para el que hizo el primer mapa general de México en 1675.
En 1681 Sigüenza escribió el libro Manifiesto filosófico contra los Cometas, en que trataba de calmar el temor supersticioso que provocaba en la gente este fenómeno cósmico. Al separar la superstición de los hechos observables, Sigüenza estaba de hecho separando la astrología de la astronomía, como las concebimos actualmente. El jesuita Eusebio Francisco Kino criticó fuertemente este texto desde un punto de vista aristotélico-tomista y publicó en 1681 la Exposicion Astronomica de el Cometa, Que el Año de 1680. por los meʃes de Noviembre, y Diziembre, y eʃte Año de 1681. por los meʃes de Enero y Febrero, ʃe ha viʃto en todo el mundo, y le ha obʃervado en la Ciudad de Cadiz, el P.... del cual hay una edición moderna por Montané Martí, pero, lejos de intimidarse, Sigüenza respondió publicando otra obra Libra astronómica y philosophica (1690), donde fundamentaba rigurosamente sus argumentos sobre los cometas según los conocimientos científicos más actualizados de su tiempo; contra el tomismo y el aristotelismo del padre Kino, citaba autores como Nicolás Copérnico, Galileo Galilei, René Descartes, Johannes Kepler y Tycho Brahe.
Hasta hace poco se pensaba que la obra Infortunios de Alonso Ramírez —publicada por Sigüenza en 1690 y que describe la vuelta al mundo de Alonso Ramírez, un español oriundo de San Juan de Puerto Rico— era una ficción inventada por Sigüenza. Sin embargo, José F. Buscaglia Salgado Archivado el 27 de octubre de 2022 en Wayback Machine. y Fabio López Lázaro han ofrecido pruebas documentales tomadas de varios archivos que prueban que Infortunios es un relato biográfico denso y complejo basado en la vida de un personaje real aunque muy escurridizo. Fue Buscaglia quien, en 2009, tras más de un siglo de controversia sobre el género y la autoría de la obra, puso fin al debate mostrando evidencia incontestable en torno a la existencia de Alonso Ramírez. Entre otros documentos, Buscaglia presentó en su edición cubana de los Infortunios el certificado de matrimonio de Alonso con Francisca Xaviera y el informe del gobernador de Manila dando parte al rey de la captura de la fragata Nuestra Señora de Aránzazu capitaneada por Ramírez y capturada por piratas ingleses, entre estos el célebre William Dampier, el martes 4 de marzo de 1687. Además, tras tres expediciones a la costa de Bacalar, Buscaglia ha localizado el lugar exacto donde naufragó su embarcación y, según informa en su edición bilingüe de los Infortunios/ Misfortunes, también los restos de la misma.
Las intensas lluvias de 1691 anegaron los campos y amenazaron con inundar la ciudad, y una plaga, consecuencia de toda esa humedad, consumió los maizales. Sigüenza mencionó en sus escritos esta plaga conocida como Chiahuiztli, voz náhuatl para designar la roya del maíz. Como consecuencia de este desastre, hubo al año siguiente una severa escasez de alimentos que provocó un motín popular. Las multitudes saquearon los comercios de los españoles europeos, provocando numerosos incendios en los edificios del gobierno. Sigüenza logró rescatar del incendio las actas del Ayuntamiento de la ciudad, salvándola de una gran pérdida. El motín se controló, como es usual, con violencia. Los cálculos de Sigüenza establecieron en unos diez mil el número de los participantes en el motín.
Como cosmógrafo real de la Nueva España trazó mapas hidrológicos del Valle de México. En 1693 fue enviado por el virrey Gaspar de la Cerda y Mendoza, conde de Galve, como acompañante del almirante Andrés de Pez en un viaje de exploración al norte del golfo de México y en especial a la península de Florida, donde trazó mapas de la bahía de Pensacola y de la desembocadura del río Misisipi.
En sus últimos años dedicó mucho tiempo a coleccionar material para una historia del México antiguo. Lamentablemente, su muerte interrumpió ese trabajo que no fue retomado hasta 80 años después, cuando la conciencia criolla, representada por Francisco Javier Clavijero se había desarrollado lo suficiente para interesarse en la identidad de su nación.
Al morir donó su valiosa biblioteca y sus instrumentos científicos al Colegio Máximo de San Pedro y San Pablo de la Compañía de Jesús (en cuya capilla fue enterrado, dado que fue admitido en la orden poco antes de morir). Asimismo, ordenó que su cuerpo fuera entregado a la medicina, para que se estudiara lo que le provocó la muerte.

## Obras
- Glorias de Querétaro en la nueva congregación eclesiástica de María Santísima de Guadalupe con que se ilustra y en el suntuoso templo que dedicó a su obsequio Don Juan Caballero y Ocio, presbítero, comisario de corte del Tribunal del Santo Oficio de la Inquisición (México, Viuda de Bernardo Calderón, 1680).[18]
- Teatro de virtudes políticas que constituyen a un príncipe, advertidas en los monarcas antiguos del mexicano imperio, con cuyas efigies se hermoseó el arco triunfal que la Muy Noble, Muy Leal, Imperial Ciudad de México erigió para el digno recibimiento en ella del Excelentísimo Señor Virrey Conde de Paredes, Marqués de la Laguna, etc. (México, Viuda de Bernardo Calderón, 1680).[19]
- Triunfo parténico que en glorias de María Santísima, inmaculadamente concebida, celebró la Pontificia, Imperial y Regia Academia Mexicana en el bienio que como su rector la gobernó el Doctor Don Juan de Narváez, Tesorero General de la Santa Cruzada en el Arzobispado de México y al presente catedrático de Prima de Sagrada Escritura (México, Juan de Ribera, 1683).[20]
- Paraíso occidental, plantado y cultivado por la liberal benéfica mano de los muy católicos y poderosos reyes de España, nuestros señores, en su magnífico Real Convento de Jesús María de México, de cuya fundación y progresos y de las prodigiosas maravillas y virtudes con que, exhalando olor suave de perfección, florecieron en su clausura la V. M. Marina de la Cruz y otras ejemplarísimas religiosas... (México, Juan de Ribera, 1684).[21]
- Libra astronómica y filosófica en que Don Carlos de Sigüenza y Góngora, Cosmógrafo y Matemático Regio en la Academia Mexicana, examina no sólo lo que a su Manifiesto filosófico contra los cometas opuso el R. P. Eusebio Francisco Kino, de la Compañía de Jesús, sino lo que el mismo R. P. opinó y pretendió haber demostrado en su Exposición astronómica del cometa del año de 1681 (México, Viuda de Bernardo Calderón, 1690).[22] [23]
- Infortunios que Alonso Ramírez, natural de la ciudad de San Juan de Puerto Rico, padeció, así en poder de ingleses piratas que lo apresaron en las islas Filipinas, como navegando por sí solo y sin derrota hasta varar en la costa de Yucatán, consiguiendo por este medio dar vuelta al mundo (México, Viuda de Bernardo Calderón, 1690).
- Trofeo de la justicia española en el castigo de la alevosía francesa, que al abrigo de la Armada de Barlovento, ejecutaron los Lanceros de la isla de Santo Domingo en los que de aquella nación ocupan sus costas, debido todo a providentes órdenes del Excelentísimo Señor Don Gaspar de Sandoval Cerda Silva y Mendoza, Conde de Galve, Virrey de la Nueva España (México, Viuda de Bernardo Calderón, 1691).
- Oriental planeta evangélico, epopeya sacro-panegírica al Apóstol grande de las Indias S. Francisco Xavier (México, María de Benavides, 1700).

## Ediciones modernas
- Manuel Romero de Terreros reunió algunas de las obras de Siguenza, a las que llamó Relaciones Históricas, las cuales aparecen en las ediciones 1954 y 1972 de la Biblioteca del Estudiante Universitario.
- Obras históricas, edición y prólogo de José Rojas Garcidueñas. México, Porrúa, 1983.
- Poemas. Irving Leonard. Estudio preliminar de E. Abreu Gómez, Madrid, Biblioteca de Historia Hispano-Americana, 1931.
- Seis obras, prólogo de Irving Leonard. Edición, notas y cronología de William Bryant, Caracas, Biblioteca Ayacucho, 1984.
- Historias del Seno Mexicano, José Francisco Buscaglia Salgado, ed., intro. Habana: Casa de las Américas, 2009.
- Alboroto y Motín de los indios de la Ciudad de México, 1692 En Centro de Estudios Literarios, Instituto de Investigaciones Filológicas de la UNAM. Literatura Mexicana. Vol.20, n.º 2, 2009.
- Infortunios de Alonso Ramírez: Edición crítica de José F. Buscaglia, José F. Buscaglia Salgado, ed., intro., Madrid: Polifemo/Consejo Superior de Investigaciones Científicas, 2011.
- The Misfortunes of Alonso Ramírez: The True Adventures of a Spanish American with 17th Century Pirates estudio histórico y traducción de Fabio López Lázaro, University of Texas Press, 2011.
- Peraza-Rugeley, A. Margarita, Llámenme «el mexicano»: Los almanaques y otras obras de Carlos de Sigüenza y Góngora. New York: Peter Lang Publishing, 2013. Currents in Comparative Romance Languages and Literatures Series. Vol. 215.